# Лаґви
Лаґви (пол. Łagwy, нім. Krummdorf) — село в Польщі, у гміні Опалениця Новотомиського повіту Великопольського воєводства.
Населення — 311 осіб (2011).
У 1975-1998 роках село належало до Познанського воєводства.

## Демографія
Демографічна структура станом на 31 березня 2011 року:
|          | Загалом | Допрацездатний вік | Працездатний вік | Постпрацездатний вік |
| -------- | ------- | ------------------ | ---------------- | -------------------- |
| Чоловіки | 162     | 40                 | 106              | 16                   |
| Жінки    | 149     | 33                 | 88               | 28                   |
| Разом    | 311     | 73                 | 194              | 44                   |